# ホンダ・CBX
CBX（シービーエックス）とは、本田技研工業が日本国内でかつて製造発売していたオートバイのシリーズ商標である。

## 概要
同社のフラグシップモデルであるCBシリーズの中で「究極」を意味するXを付帯させた。2015年現在では、海外向け現行車種の販売は行われているが、日本国内では販売を終了している。
なお単純にCBXとだけ表記される場合は、X（輸出名称：CBX）の販売名称を指すほか、CBX400Fを省略して「CBX」と呼称する場合もある。

## モデル一覧
※本項では排気量で分類し解説を行う。

### 125cc以下

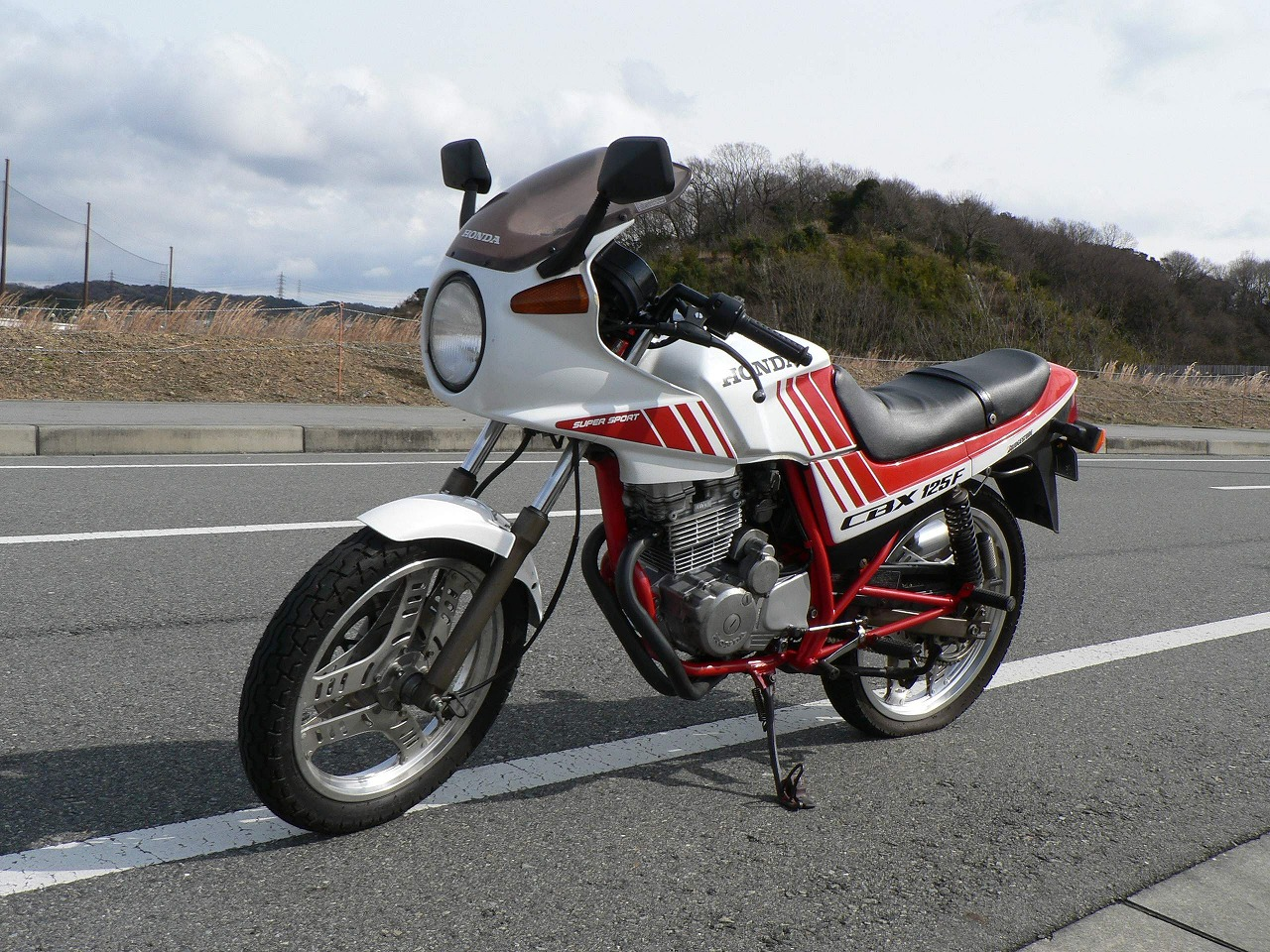
CBX125F

- CBX125F - 空冷4ストロークDOHC4バルブ単気筒エンジンを搭載。
- CBX125カスタム - CBX125Fをアメリカンタイプにした派生車種。同一エンジンを搭載するがトランスミッションは5速と異なる。

### 125cc - 250cc
- CBX150AERO - 空冷4ストロークSOHC単気筒エンジンを搭載する海外専売モデル。
- CBX150 - CBF150・CRF150Fと共通の空冷4ストロークSOHC単気筒となるコア2エンジンを搭載。新大洲本田摩托有限公司が生産する海外専売モデル[1]。
- CBX200Strada  - 空冷4ストロークSOHC2バルブ単気筒エンジンを搭載する海外専売モデル。

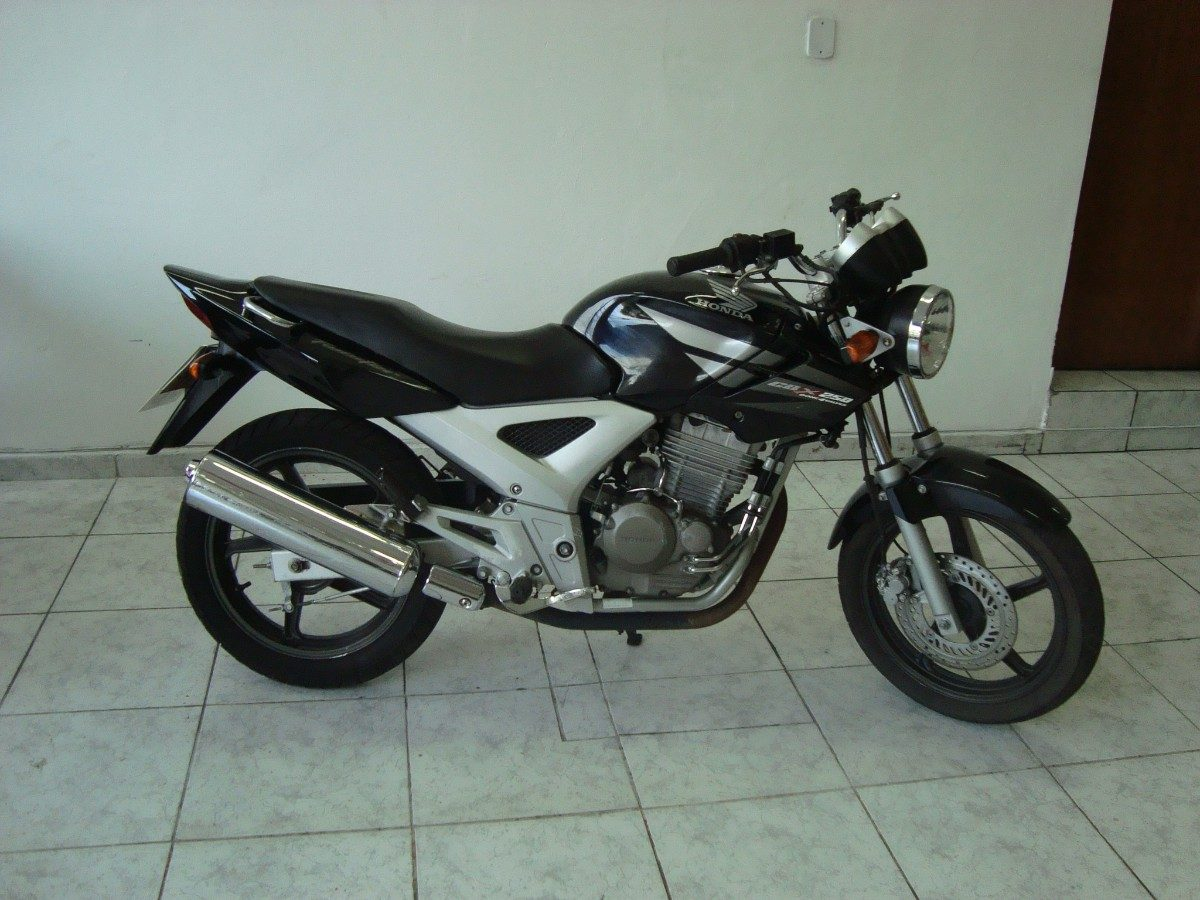
CBX250TWISTER
（CBF250派生車種）

- CBX250RS - 派生車種として販売開始されたGB250クラブマンとは兄弟車。
- CBX250S - 前述のCBX125Fベースの上位機種。CBX125RS搭載のMC10E型エンジンとは異なり、空冷4ストロークSOHC単気筒エンジン（MC12E型）を搭載する。

- CBX250Twister（日本国外向け） - 欧州向けの輸出モデルCBF250の南米向け別仕様となる姉妹車。空冷4ストロークDOHC単気筒エンジンを搭載。CBX250Twisterとしては、2001年にブラジルで先行し、2002年からアルゼンチンとメキシコおよび南アフリカで発売され、2008年まで販売された。

### 250cc - 400cc

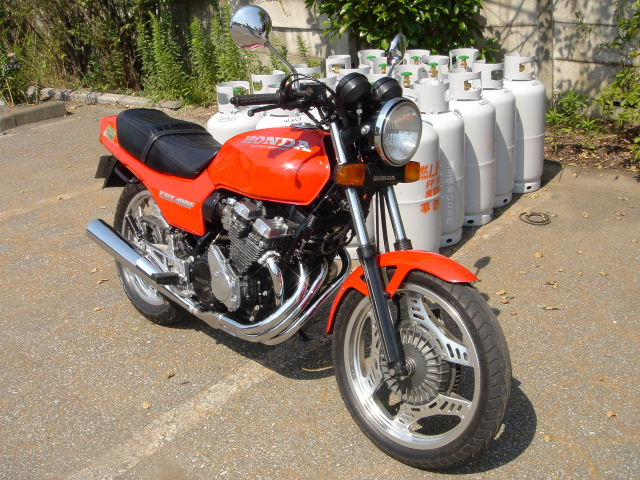
CBX400F

- CBX400F - 400ccクラス市場ではスズキ・GSX400Fに続くDOHC4バルブ直列4気筒というメカニズムを採用する。
- CBX400Fインテグラ - ハーフフェアリングを装備したCBX400Fのバリエーション車種。
- CBX400カスタム -CBX400Fと同時期に販売されたアメリカンスタイルのオートバイであるがエンジン・車体などが異なる[2]。

### 400cc - 750cc
- CBX550F - 前述のCBX400Fベースの上位機種。
  - CBX550Fインテグラ - ハーフフェアリングを装備したCBX550Fのバリエーション車種。
- CBX650カスタム
  - CBX650P - 警察（白バイ）仕様のCBX650カスタムのバリエーション車種。

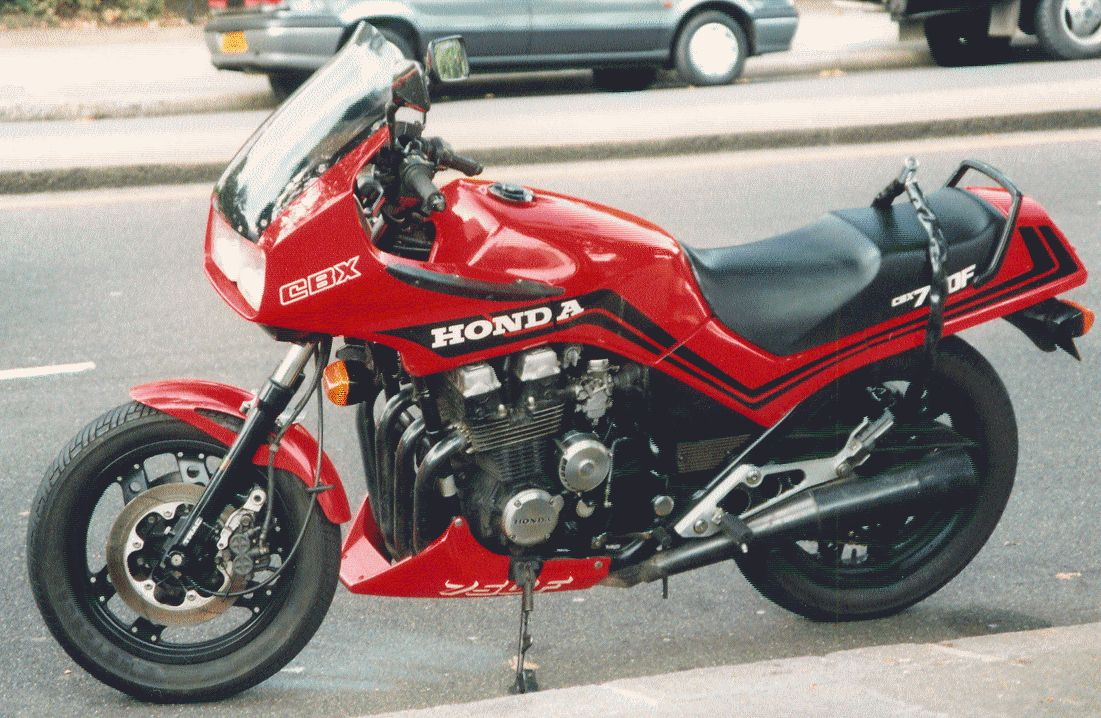
CBX750F

- CBX750F - 耐久レーサーイメージのツインライトをハーフカウルに装備したデザイン

コックピットは3眼メーターで戦闘機イメージをCB750Fから進化
CBX系ウインカーを持つが、ポジションライトは片眼のイエローバルブのみ
フロントタイヤは切り返し重視の16インチだが、同時期のVF750Fより
一回り細いものを履く
よって、VF、VFRの16インフロントよりも切れ込み角が高めである
切り返し重視の16/Ⅰ8インチホイールは、VFと同じく
レーサーか、ツアラーか狙いがぶれている中途半端なしあがりとなってしまっている
空冷DOHC4バルブ直列4気筒エンジン。
CBに続く第3世代4気筒でバックトルクリミッター、油圧バルブ調整、自動チェーンテンショナー、油圧クラッチでメンテナンスフリーを目指す
排気は4→2→1→2
3段オイルクーラーをヘッドライト下に装備する
後にCB750F（RC42）
のベースエンジンとなる
最高速度は200km/h
- - CBX750Fボルドール -

フルカウルを装備したCBX750Fのバリエーション車種。
本来、ボルドールはCB1300に続く
白/赤塗装であるが
唯一、銀/赤のウルトラマンカラーを身にまとう
とにかく、頭デッカチの車両である
- - CBX750ホライゾン - ビキニカウルを装備したCBX750Fのバリエーション車種。

限定解除用車両、白バイ仕様で大活躍
CBX750Fより高値推移であった
18/16インチのキャストホイール装備し、シャフトドライブが特徴
黒赤/黒青仕様がある
- - CBX750P - 警察（白バイ）仕様のCBX750ホライゾンのバリエーション車種。

### 750cc以上

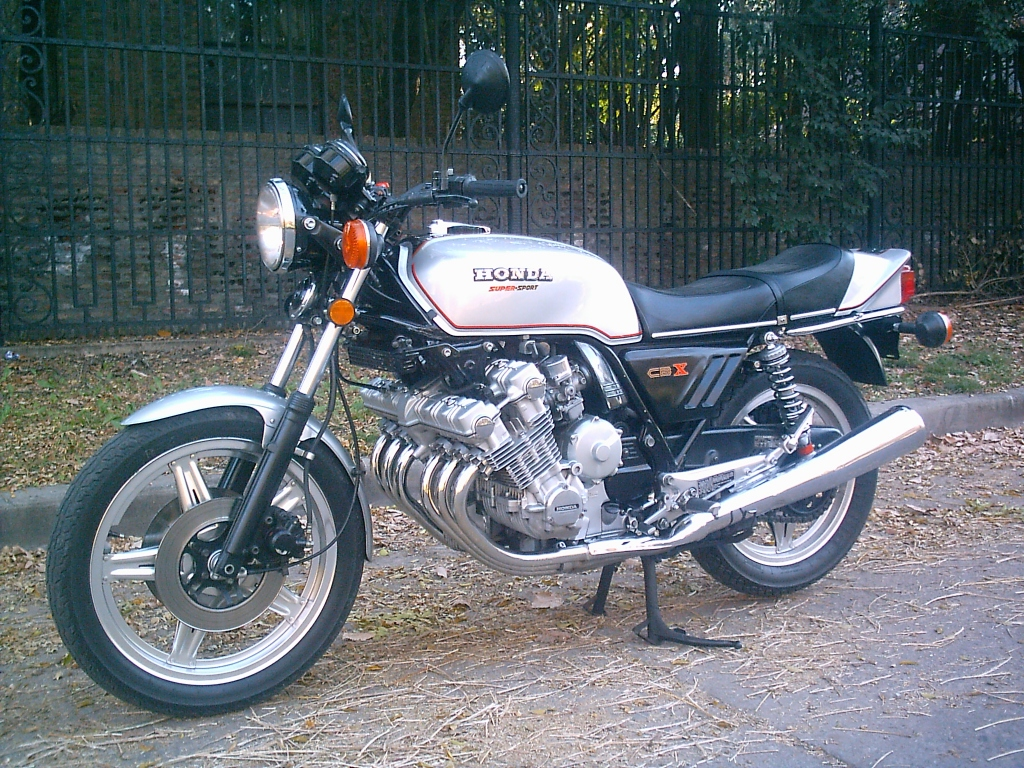
CBX1000

- CBX1000 - CBXシリーズの祖となる最初のモデル。

正式にはCB-X（10）を意味するため
本来はCB系に類するもので
CBXとは別系統である